# Phobocampe horstmanni
Phobocampe horstmanni là một loài tò vò trong họ Ichneumonidae.